# Łukasz Bodnar
Pour les articles homonymes, voir Bodnar.
Łukasz Bodnar, né le 10 mai 1982 à Wrocław, est un coureur cycliste polonais. Son frère Maciej est également coureur professionnel.

## Biographie
En catégorie juniors, Lukasz Bodnar se classe dixième du championnat du monde du contre-la-montre en 1999, puis obtient la médaille de bronze de cette discipline en 2000, son compatriote Piotr Mazur emportant la médaille d'or.
En 2001, il est champion de Pologne du contre-la-montre espoirs à 19 ans. Il participe aux championnats du monde à Lisbonne au Portugal. Il y prend la 18e place du contre-la-montre des moins de 23 ans et la 75e de la course en ligne de cette catégorie. Il est à nouveau présent aux championnats du monde espoirs en 2004, à Vérone en Italie. Il finit neuvième du contre-la-montre.
Il devient coureur professionnel en 2005 dans l'équipe Intel-Action. En 2007 et 2008, il est champion de Pologne du contre-la-montre et remporte la Course de la Solidarité olympique.

## Palmarès
- 1999
  - 4e étape du Tour de la région de Łódź
  - 10e du championnat du monde du contre-la-montre juniors
- 2000
  - 2eb étape de la Course de la Paix juniors (contre-la-montre)
  - 2e de la Course de la Paix juniors 
  -  Médaillé d'argent au championnat du monde du contre-la-montre juniors
- 2001
  -  Champion de Pologne du contre-la-montre espoirs
  - 3e de Paris-Mantes-en-Yvelines
- 2002
  - Boucles de Picquigny
  - 3e de Paris-Mantes-en-Yvelines
- 2004
  -  Champion de Pologne du contre-la-montre espoirs
  - 3e du Grand Prix des Nations espoirs (contre-la-montre)
  - 9e du championnat du monde du contre-la-montre espoirs
  - 10e du championnat d'Europe du contre-la-montre espoirs
- 2006
  - 2e du championnat de Pologne du contre-la-montre
  - 3e de la Course de Solidarność et des champions olympiques
- 2007
  -  Champion de Pologne du contre-la-montre
  - Course de Solidarność et des champions olympiques :
    - Classement général
    - 4e étape (contre-la-montre)
- 2008
  -  Champion de Pologne du contre-la-montre
  - Course de Solidarność et des champions olympiques :
    - Classement général
    - 4e étape (contre-la-montre)

  - 5e étape du Mazovia Tour (contre-la-montre par équipes)
  - 2e du Bałtyk-Karkonosze Tour
- 2009
  - 8e étape du Tour du Maroc
  - Szlakiem Bursztynowym Hellena Tour :
    - Classement général
    - 2e étape

  - Mazovia Tour :
    - Classement général
    - 3e étape (contre-la-montre)
- 2010
  - Puchar Wójta Klomnica
  - 3e étape du Szlakiem Grodów Piastowskich (contre-la-montre)
- 2011
  - GP Dzierzoniowa
  - Memoriał Romana Ręgorowicza (pl)
  - 2e du championnat de Pologne du contre-la-montre
  - 3e du Szlakiem Grodów Piastowskich
  - 3e du Małopolski Wyścig Górski
- 2012
  - 3e du championnat de Pologne du contre-la-montre
- 2013
  - Małopolski Wyścig Górski :
    - Classement général
    - 2e étape

  - 2e du championnat de Pologne du contre-la-montre en duo
  - 3e du championnat de Pologne sur route
  - 3e du Puchar Ministra Obrony Narodowej
- 2014
  - 3e du Mémorial Andrzej Trochanowski
  - 3e du Memorial im. J. Grundmanna J. Wizowskiego

## Classements mondiaux
| Année           | 2005 | 2006 | 2007 | 2008 | 2009 | 2010 | 2011 | 2012 | 2013 | 2014 |
| --------------- | ---- | ---- | ---- | ---- | ---- | ---- | ---- | ---- | ---- | ---- |
| UCI Africa Tour |      |      |      |      | 106e |      |      |      |      |      |
| UCI Asia Tour   |      |      |      |      |      |      | 318e |      |      |      |
| UCI Europe Tour | 475e | 410e | 78e  | 55e  | 289e | 580e | 200e | 497e | 123e | 301e |